# Harveys Lake, Pennsylvania
Harveys Lake là một thị trấn thuộc quận Luzerne, tiểu bang Pennsylvania, Hoa Kỳ. Năm 2010, dân số của thị trấn này là 2791 người.